# Paranthrenella formosicola
Paranthrenella formosicola is een vlinder uit de familie wespvlinders (Sesiidae), onderfamilie Sesiinae.
Paranthrenella formosicola is voor het eerst wetenschappelijk beschreven door Strand in 1916. De soort komt voor in het Oriëntaals gebied.